# Campionat Mundial de Turismes de 2005
El Campionat Mundial de Turismes de 2005 va ser la segona temporada del Campionat Mundial de Turismes. Va començar el 10 d'abril i va acabar el 20 de novembre després de 20 curses.

## Pilots i equips
| No. | Pilot                     | Equip                                          | Cotxe                         |
| --- | ------------------------- | ---------------------------------------------- | ----------------------------- |
| 1   | Andy Priaulx              | BMW Team UK                                    | BMW 320i                      |
| 2   | Gabriele Tarquini         | Alfa Romeo Racing Team                         | Alfa Romeo 156                |
| 3   | James Thompson            | Alfa Romeo Racing Team                         | Alfa Romeo 156                |
| 4   | Alessandro Zanardi        | BMW Team Italy-Spain                           | BMW 320i                      |
| 5   | Antonio García            | BMW Team Italy-Spain                           | BMW 320i                      |
| 6   | Fabrizio Giovanardi       | Alfa Romeo Racing Team                         | Alfa Romeo 156                |
| 7   | Augusto Farfus Jr.        | Alfa Romeo Racing Team                         | Alfa Romeo 156                |
| 8   | Rickard Rydell            | SEAT Sport                                     | SEAT Toledo Cupra / SEAT León |
| 9   | Jordi Gené                | SEAT Sport                                     | SEAT Toledo Cupra / SEAT León |
| 10  | Peter Terting             | SEAT Sport                                     | SEAT Toledo Cupra / SEAT León |
| 11  | Jason Plato               | SEAT Sport                                     | SEAT Toledo Cupra             |
| 12  | Marc Carol                | SEAT Sport                                     | SEAT Toledo Cupra             |
| 14  | Thomas Klenke             | Ford Hotfiel Sport                             | Ford Focus                    |
| 15  | Thomas Jäger              | Ford Hotfiel Sport                             | Ford Focus                    |
| 16  | Michael Funke             | Ford Hotfiel Sport                             | Ford Focus                    |
| 17  | Patrick Bernhardt         | Ford Hotfiel Sport                             | Ford Focus                    |
| 18  | Carlos Mastretta Aguilera | GR Asia                                        | SEAT Toledo Cupra             |
| 19  | Valle Mäkelä              | GR Asia                                        | SEAT Toledo Cupra             |
| 20  | Tom Coronel               | GR Asia                                        | SEAT Toledo Cupra             |
| 21  | Robert Huff               | Chevrolet                                      | Chevrolet Lacetti             |
| 22  | Nicola Larini             | Chevrolet                                      | Chevrolet Lacetti             |
| 23  | Alain Menu                | Chevrolet                                      | Chevrolet Lacetti             |
| 24  | Soheil Ayari              | Peugeot Sport Denmark                          | Peugeot 407                   |
| 25  | Eric Hélary               | Peugeot Sport Denmark                          | Peugeot 407                   |
| 26  | Roberto Colciago          | JAS Motorsport                                 | Honda Accord Euro R           |
| 27  | Adriano de Micheli        | JAS Motorsport                                 | Honda Accord Euro R           |
| 28  | Carl Rosenblad            | Crawford Racing                                | BMW 320i                      |
| 29  | Stéphane Ortelli          | Team ORECA Playstation                         | SEAT Toledo Cupra             |
| 30  | Stefano d'Aste            | Proteam Motorsport                             | BMW 320i                      |
| 31  | Giuseppe Cirò             | Proteam Motorsport                             | BMW 320i                      |
| 32  | Marc Hennerici            | Wiechers-Sport                                 | BMW 320i                      |
| 33  | Adam Lacko                | IEP Team                                       | Alfa Romeo 156GTA BMW 320i    |
| 34  | Tomas Engström            | Honda Dealer Team Sweden - Engström Motorsport | Honda Accord Euro R           |
| 35  | Jens Hellström            | Honda Dealer Team Sweden - Engström Motorsport | Honda Civic Type R            |
| 36  | Sascha Plöderl            | RS-Line IPZ Racing                             | Ford Focus                    |
| 37  | Frank Diefenbacher        | RS-Line IPZ Racing                             | Ford Focus                    |
| 38  | Erkut Kizilirmak          | GR Asia                                        | SEAT Toledo Cupra             |
| 39  | Simon Harrison            | JAS Motorsport                                 | Honda Accord Euro R           |
| 40  | Polo Villaamil            | GR Asia                                        | SEAT Toledo Cupra             |
| 41  | Duncan Huisman            | BMW Team UK                                    | BMW 320i                      |
| 42  | Jörg Müller               | BMW Team Germany                               | BMW 320i                      |
| 43  | Dirk Müller               | BMW Team Germany                               | BMW 320i                      |
| 44  | James Kaye                | GR Asia                                        | SEAT Toledo Cupra             |
| 51  | Salvatore Tavano          | DB Motorsport                                  | Alfa Romeo 156                |
| 52  | Andrea Larini             | DB Motorsport                                  | Alfa Romeo 156                |
| 53  | Gianluca de Lorenzi       | GDL Racing                                     | BMW 320i                      |
| 54  | Stefano Valli             | Zerocinque Motorsport                          | BMW 320i                      |
| 55  | Alessandro Balzan         | Scuderia del Girasole                          | SEAT Toledo Cupra             |
| 56  | André Couto               | Alfa Romeo Racing Team                         | Alfa Romeo 156                |
| 61  | Lei Chong Seng            | Lei Chong Seng                                 | Honda Civic Type R            |
| 62  | Ao Chi Hong               | Ao's Racing Team                               | BMW 320i                      |
| 63  | Paul Poon                 | Engstler Motorsport                            | BMW 320i                      |
| 64  | Peter Scharmach           | Engstler Motorsport                            | BMW 320i                      |
| 65  | Hironori Takeuchi         | Ao's Racing Team                               | Toyota Altezza                |
| 99  | Lo Ka Fai                 | GR Asia                                        | SEAT Toledo Cupra             |

## Calendari 2005
Cada Gran Premi comprèn dues curses de 50 quilòmetres cadascuna. La graella de la primera cursa es configura amb una sessió de classificació i la graella de la segona cursa es configura amb els resultats de la primera cursa i amb inversió de les posicions dels vuit primers classificats.
| Cursa | Data           | País       | Circuit           | Pilot guanyador     |
| ----- | -------------- | ---------- | ----------------- | ------------------- |
| 1     | 10 d'abril     | Itàlia     | Monza             | Dirk Müller         |
| 2     | 10 d'abril     | Itàlia     | Monza             | James Thompson      |
| 3     | 1 de maig      | França     | Magny-Cours       | Jörg Müller         |
| 4     | 1 de maig      | França     | Magny-Cours       | Jörg Müller         |
| 5     | 15 de maig     | Regne Unit | Silverstone       | Gabriele Tarquini   |
| 6     | 15 de maig     | Regne Unit | Silverstone       | Rickard Rydell      |
| 7     | 29 de maig     | San Marino | Imola             | Fabrizio Giovanardi |
| 8     | 29 de maig     | San Marino | Imola             | Dirk Müller         |
| 9     | 26 de juny     | Mèxic      | Puebla            | Fabrizio Giovanardi |
| 10    | 26 de juny     | Mèxic      | Puebla            | Peter Terting       |
| 11    | 30 de juliol   | Bèlgica    | Spa-Francorchamps | Dirk Müller         |
| 12    | 30 de juliol   | Bèlgica    | Spa-Francorchamps | Fabrizio Giovanardi |
| 13    | 28 d'agost     | Alemanya   | Oschersleben      | Andy Priaulx        |
| 14    | 28 d'agost     | Alemanya   | Oschersleben      | Alessandro Zanardi  |
| 15    | 18 de setembre | Turquia    | Istanbul          | Fabrizio Giovanardi |
| 16    | 18 de setembre | Turquia    | Istanbul          | Gabriele Tarquini   |
| 17    | 8 d'octubre    | Espanya    | Xest              | Jordi Gené          |
| 18    | 8 d'octubre    | Espanya    | Xest              | Jörg Müller         |
| 19    | 20 de novembre | Macau      | Macau             | Augusto Farfus Jr.  |
| 20    | 20 de novembre | Macau      | Macau             | Duncan Huisman      |

## Resultats del Campionat

### Pilots
Sistema de Punts: 10-8-6-5-4-3-2-1 per als vuit primers classificats.

### Constructors
| Pos. | Constructor | Cotxe                         | Victòries | Punts |
| ---- | ----------- | ----------------------------- | --------- | ----- |
| 1    | BMW         | BMW 320i                      | 9         | 273   |
| 2    | Alfa Romeo  | Alfa Romeo 156                | 8         | 237   |
| 3    | SEAT        | SEAT Toledo Cupra & SEAT León | 3         | 185   |
| 4    | Chevrolet   | Chevrolet Lacetti             | 0         | 68    |
| 5    | Ford        | Ford Focus                    | 0         | 14    |